# Dennis Vitolo
Dennis Vitolo (Massapequa, 18 de dezembro de 1956) é um ex-automobilista norte-americano.

## Carreira
Tendo iniciado a carreira em 1983, na SCCA Fórmula Super Vee (onde também correria entre 1985 e 1986) e com passagem pela Trans-Am Series, Vitolo estreou na CART (Champ Car) em 1988 pela Bettenhausen, no GP de Miami, aos 31 anos de idade. Terminou a corrida em 11º lugar, conquistando seus primeiros 2 pontos na categoria.
Na temporada seguinte, pela mesma Bettenhausen, teve um desempenho fraco, não conseguindo largar em Detroit e Mid-Ohio. Sem chances de permanecer na equipe, ficou fora da temporada de 1990, mas não ficou parado, uma vez que correu na EFDA Nations Cup, representando a equipe dos Estados Unidos juntamente com Nick Firestone, em sua única experiência no automobilismo europeu. Regressou à categoria em 1991, na Dale Coyne, obtendo seu melhor resultado na etapa de Nazareth, cruzando a linha de chegada em 14º lugar. Manteve-se na equipe em 1992, repetindo a mesma posição de chegada na prova de New Hampshire - no GP de Mid-Ohio, foi "emprestado" para a Walker, porém não conseguiu largar.
Permanecendo por mais um ano na Dale Coyne, Vitolo amargou a última colocação entre todos os pilotos inscritos na temporada de 1993, após não obter vaga no grid do GP de Detroit. No ano de 1994, se inscreveu apenas para a Indy 500, com equipe própria (Vitolo Racing), que era apoiada pela equipe Dick Simon. Abandonou após um acidente que envolveu, além dele, o compatriota John Paul Jr. e o japonês Hideshi Matsuda. Acabou sobrando também para outro norte-americano, John Andretti, e para o inglês Nigel Mansell - seu carro ficou embaixo do Lola-Ford de Vitolo.
Em 1995, disputou uma única prova (GP de Miami) pela equipe Pagan Racing, terminando em décimo-oitavo. No ano seguinte, disputou a etapa de Long Beach pela equipe Project Indy, terminando na décima-sétima posição. Foi a última corrida disputada por Vitolo na Indy unificada, aos 39 anos. 
Para 1997, manteve-se na Project, fazendo um sistema de revezamento com o alemão Arnd Meier. Em Michigan, surpreendeu ao chegar em sétimo lugar (melhor resultado dele na categoria) guiando um precário Lola-Ford da Payton-Coyne. Pela nascente IRL, ele disputaria as 500 Milhas de Indianápolis de 1997, pela equipe Beck Motorsports, sendo a única participação dele na categoria.
Aos 41 anos de idade, Vitolo continuaria na Payton-Coyne, tendo como companheiro de time o jovem mexicano Michel Jourdain Jr., que trazia patrocínios locais. O desempenho do piloto beirou o ridículo, tendo um índice alto de abandonos (dez em 12 provas, por acidentes ou problemas mecânicos), terminando apenas uma, o GP de Portland, na décima-oitava posição. Não se classificou para o GP de Milwaukee e não conseguiu largar em Surfers Paradise. Terminou o campeonato em penúltimo, à frente do japonês Hideshi Matsuda. Por questões de patrocínio, ele não correu em seis etapas (Motegi, Long Beach, Rio de Janeiro, Toronto, Mid-Ohio e Elkhart Lake, quando o Reynard-Ford #34 foi guiado pelo brasileiro Gualter Salles - Sérgio Paese também chegou a ser cogitado, mas acabou sendo impedido de pilotar.
Para 1999, já aos 42 anos, Vitolo permaneceu na Payton-Coyne, disputando 8 corridas (7 com o carro #34, patrocinado pela Nicorette, uma com o #71, patrocinado pela Tang). Marcou 2 pontos em Michigan, os últimos dele na CART. Aposentou-se das corridas depois de ter abandonado as 500 Milhas da Califórnia (marcado pelo acidente que matou o canadense Greg Moore) em virtude de um acidente. Em 11 temporadas, foram apenas 10 pontos obtidos.

## Links
- Biografia de Dennis Vitolo (em inglês)